# Mursa calisalis
Mursa calisalis là một loài bướm đêm trong họ Noctuidae.